# Marc Lamuà Estañol
Marc Lamuà Estañol (Castell d'Aro, Platja d'Aro i s'Agaró, 19 de maig de 1980) és un polític català, diputat al Congrés dels Diputats en la XI, XII, XIII i XIV legislatures amb el Partit dels Socialistes de Catalunya.
Els seus pares són mestres d'escola i el seu besavi fou empresonat durant el franquisme, per haver treballat amb Carles Rahola. El 1998 es llicencià en Història i en 2002 en Història de l'Art per la Universitat de Girona i en 2007 es doctorà en arqueologia per la Universitat Rovira i Virgili amb la tesi Equid iis videretur mimum vitae commode transegisse? sobre la iconografia del Fòrum d'August a Roma i la simbologia del poder i el culte imperial.
És secretari d'organització de la Federació del PSC a les Comarques Gironines i fou elegit diputat per Girona a les eleccions generals espanyoles de 2015, 2016 i 2019.
Va ser un dels quinze diputats que van votar 'no' a la segona sessió d'investidura de Mariano Rajoy per a la dotzena legislatura del Govern d'Espanya el 29 d'octubre de 2016.
És casat i té dos fills.